# リュウケツジュ
リュウケツジュ（竜血樹、 英語: dragon's blood tree、 dragon tree）は、リュウゼツラン科（APG分類体系ではキジカクシ科）ドラセナ属に属する常緑高木。

## 語釈
竜血樹/リュウケツジュの語が具体的に指すところについては、いくつか狭義・広義の用法がある。
1. 最も狭義の用法は、マカロネシア各地に産する Dracaena draco に対する標準和名としてこの名を使うものである[2]。
2. やや広い定義は、「竜血の採れる木」というものである。 この場合は歴史的な実績から、インド洋・ソコトラ島特産の近縁種ベニイロリュウケツジュ Dracaena cinnabari、および上記 Dracaena draco の2種が主要な種ということになる。また東南アジアにも数種がある。詳細は竜血を参照されたい。
3. 最も広義の用法としては、“竜血”の産出の有無を問わずに、さらにいくつかの種を含めたり、“ドラセナ属の種のうちで高木化するもの”を総称的に言う場合があり得る。 この場合には arborea, americana, ombet, reflexa ほか多数存在する該当種の、一部または全部が含まれることになると思われる。
4. さらには、ドラセナ属とは分類学的に離れた関係にあるヤシ科キリンケツ属（英語版）のキリンケツトウ（Daemonorops draco (Willd.) Blume）にも竜血樹の名をあてた例が存在する[3]。

本項は主に Dracaena draco の日本語版項目とする。近縁種のベニイロリュウケツジュ（Dracaena cinnabari）に関しては当該項目を、その他の種についてはドラセナ属を参照のこと。

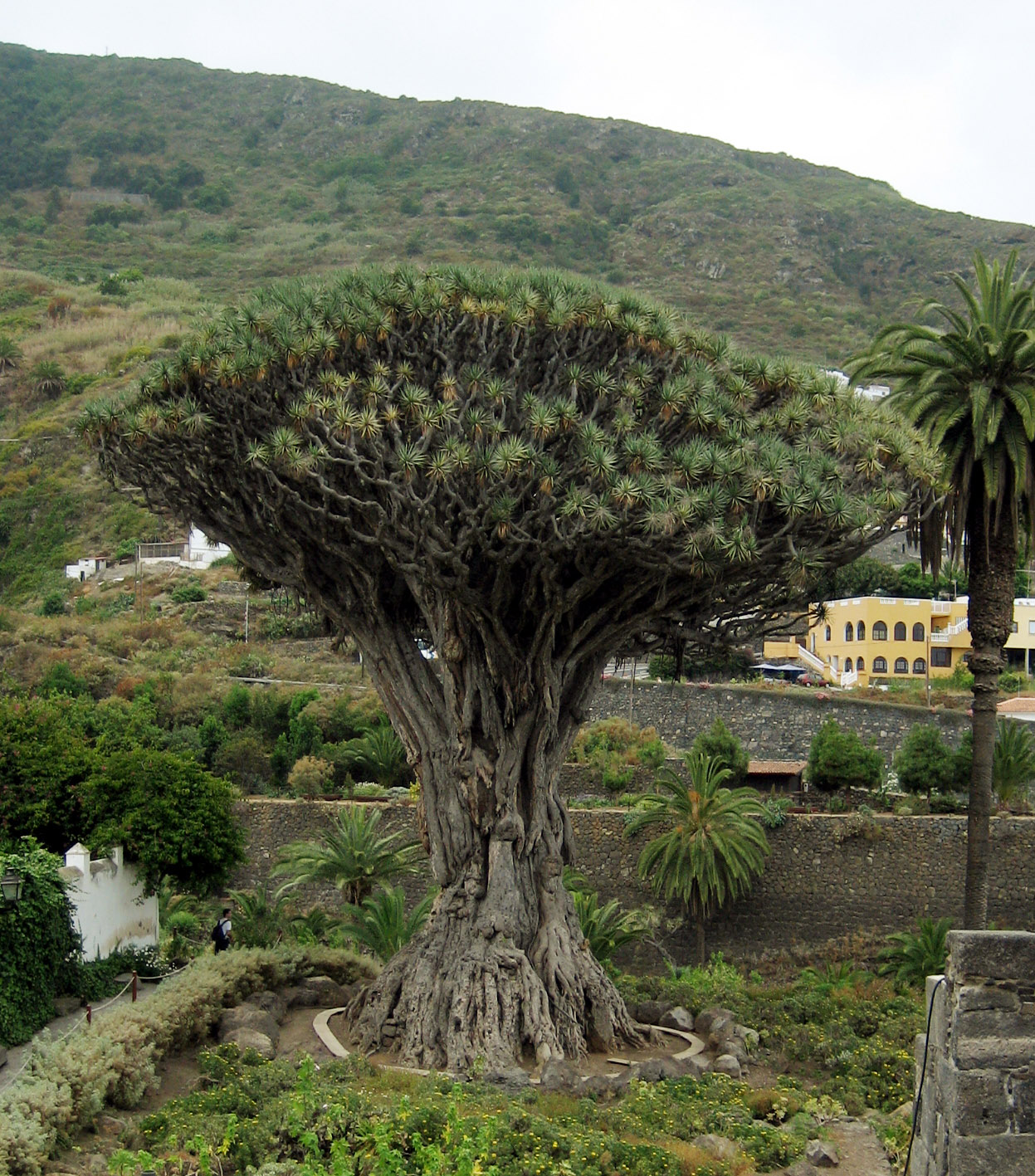
Dracaena draco カナリア諸島・テネリフェ島の巨木。
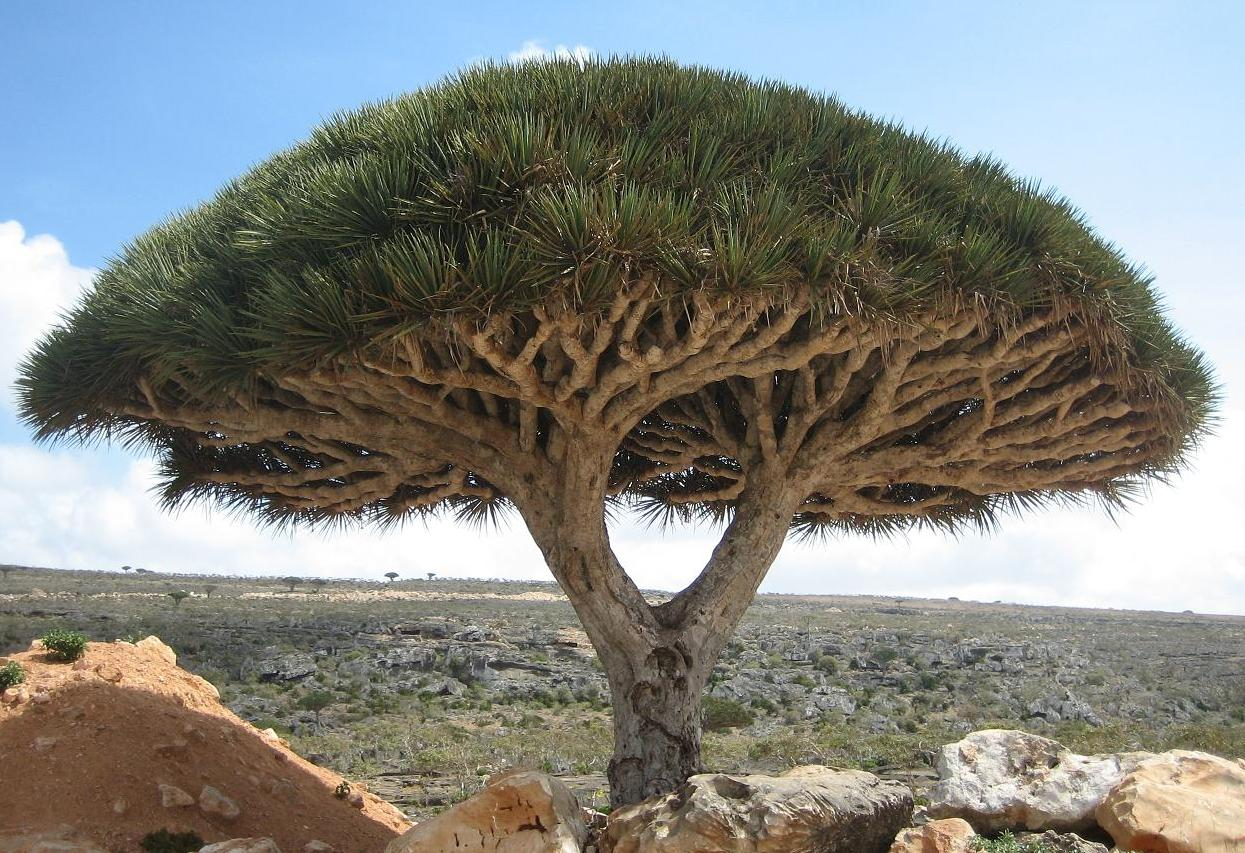
D. cinnabari ソコトラ島特産。
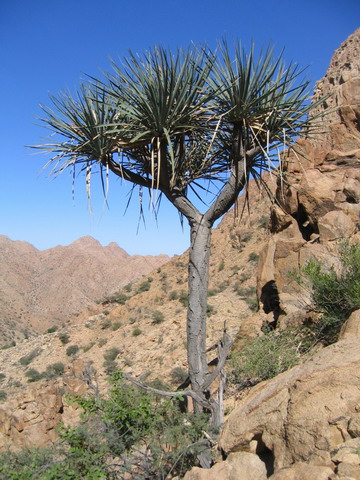
D. ombet エジプトほか紅海周辺
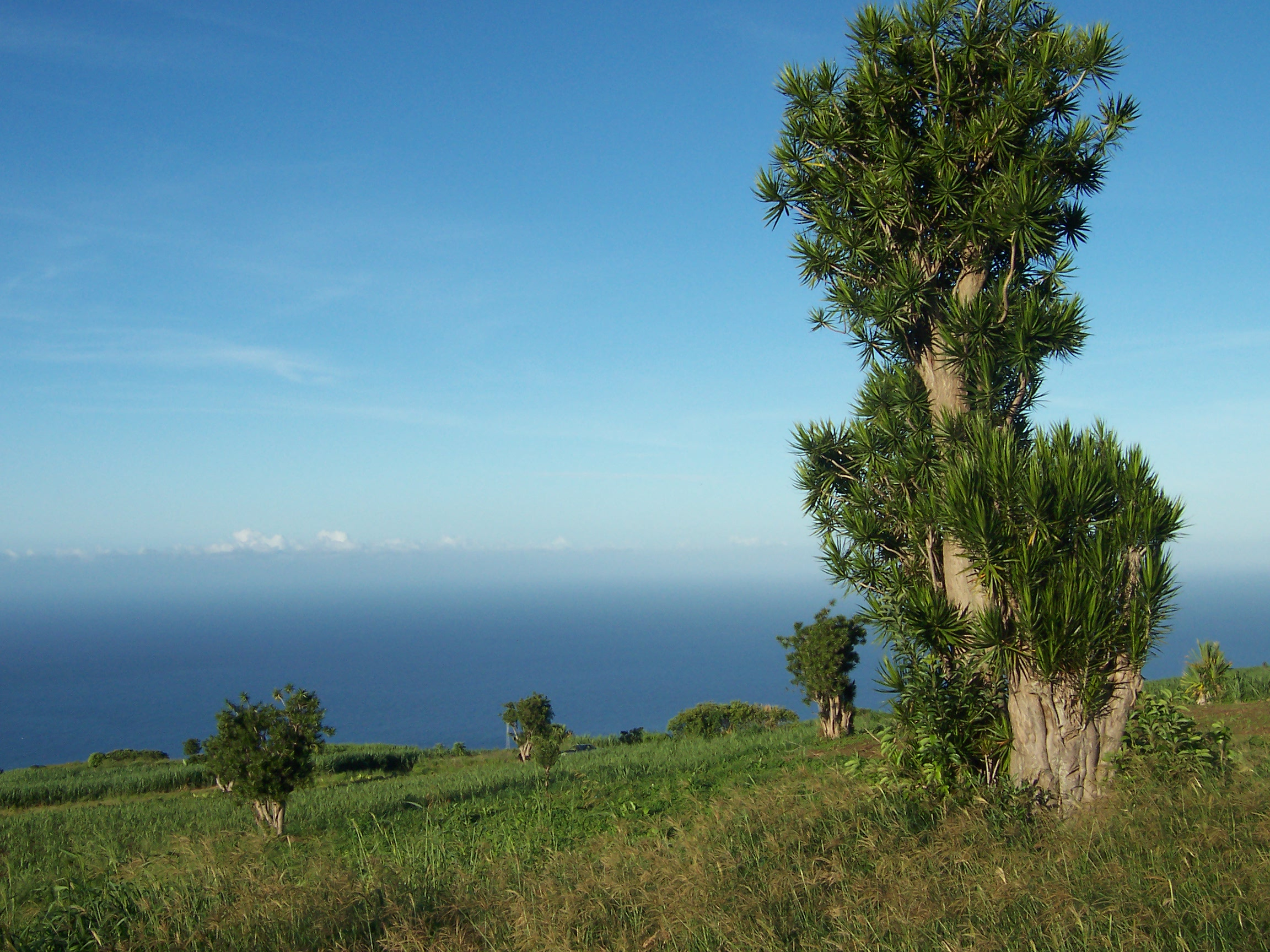
D. reflexa マダガスカル、インド洋各地
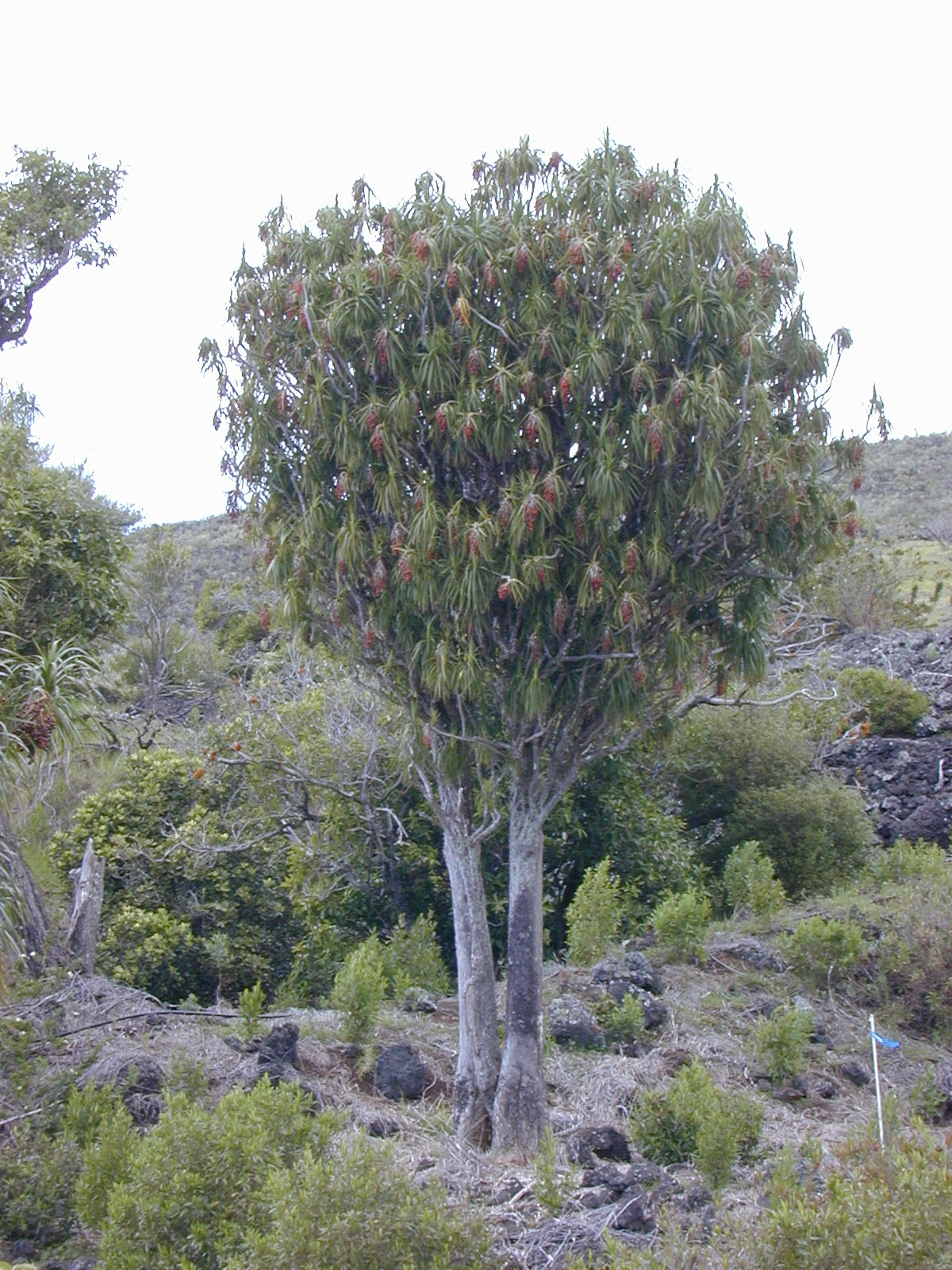
D. rockii (H.St.John) Jankalski（シノニム: D. auwahiensis (H.St.John) Jankalski、Pleomele auwahiensis H.St.John）[4] ハワイ産

## Dracaena draco
マカロネシア各地（カーボベルデ、カナリア諸島、マデイラ諸島、アゾレス諸島など）およびモロッコの一部に産する。種小名 draco は「竜」の意味である。リュウケツジュはテネリフェ島の自然の象徴として制定されている。

## Dracaena dracoとD. cinnabari
片や大西洋、片やインド洋とアフリカ大陸を隔てて分布する両種であるが、“竜血”を分泌する点をはじめ共通点も多い。
どちらも、ドラセナ属の中でも大型化の目立つ種であり、樹高は10-20メートルに達する。また、幹のある高さから一斉に無数の枝を出し、非常に密な樹冠を形成する点も似ている。全体の樹形を見ると、リュウケツジュ（Dracaena draco）はブロッコリーのような、ベニイロリュウケツジュ（D. cinnabari）はキノコのような、独特な姿をしている。
枝先には剣（つるぎ）状の葉が密生する。成長は非常に遅い。年輪がないため観察記録などからの推定であるが、樹齢は数百年から千年以上に及ぶものもあるという。
属名 Dracaena はラテン語で「雌竜」の意味で、竜血にちなんだものである。